# София Элеонора Гессен-Дармштадтская
София Элеонора Гессен-Дармштадтская (нем. Sophie Eleonore von Hessen-Darmstadt; 7 января 1634, Дармштадт — 7 октября 1663, Бингенхайм) — принцесса Гессен-Дармштадтская, в замужестве ландграфиня Гессен-Гомбурга.

## Биография
София Элеонора — дочь ландграфа Георга II и его супруги Софии Элеоноры Саксонской, дочери курфюрста Саксонии Иоганна Георга I.
21 апреля 1650 года в Дармштадте София Элеонора вышла замуж за своего кузена, ландграфа Гессен-Гомбурга Вильгельма Кристофа. В подарок София Элеонора получила от отца амт и замок Бингенхайм. Вильгельм Кристоф с семьёй предпочитал жить в Бингенхайме, а не Гомбурге. После смерти Софии Элеоноры Вильгельм Кристоф, не имевший наследников мужского пола, женился во второй раз на Анне Елизавете Саксен-Лауэнбургской. После смерти Вильгельма Кристофа за Бингенхайм разгорелся конфликт, в котором победила регент Гессен-Дармштадта Елизавета Доротея Саксен-Гота-Альтенбургская.

## Потомки
- Фридрих (1651)
- Кристина Вильгельмина (1653—1722), замужем за Фридрихом Мекленбургским (1638—1688)
- Леопольд Георг (1654—1675)
- Фридрих (1655)
- Фридрих (1656)
- Карл Вильгельм (1658)
- Фридрих (1659)
- Магдалена София (1660—1720), замужем за графом Вильгельмом Морицем Сольмс-Грайфенштейнским (1651—1724)
- Фридрих Вильгельм (1662—1663)